# 2010년 FIFA 월드컵 아시아 지역 예선

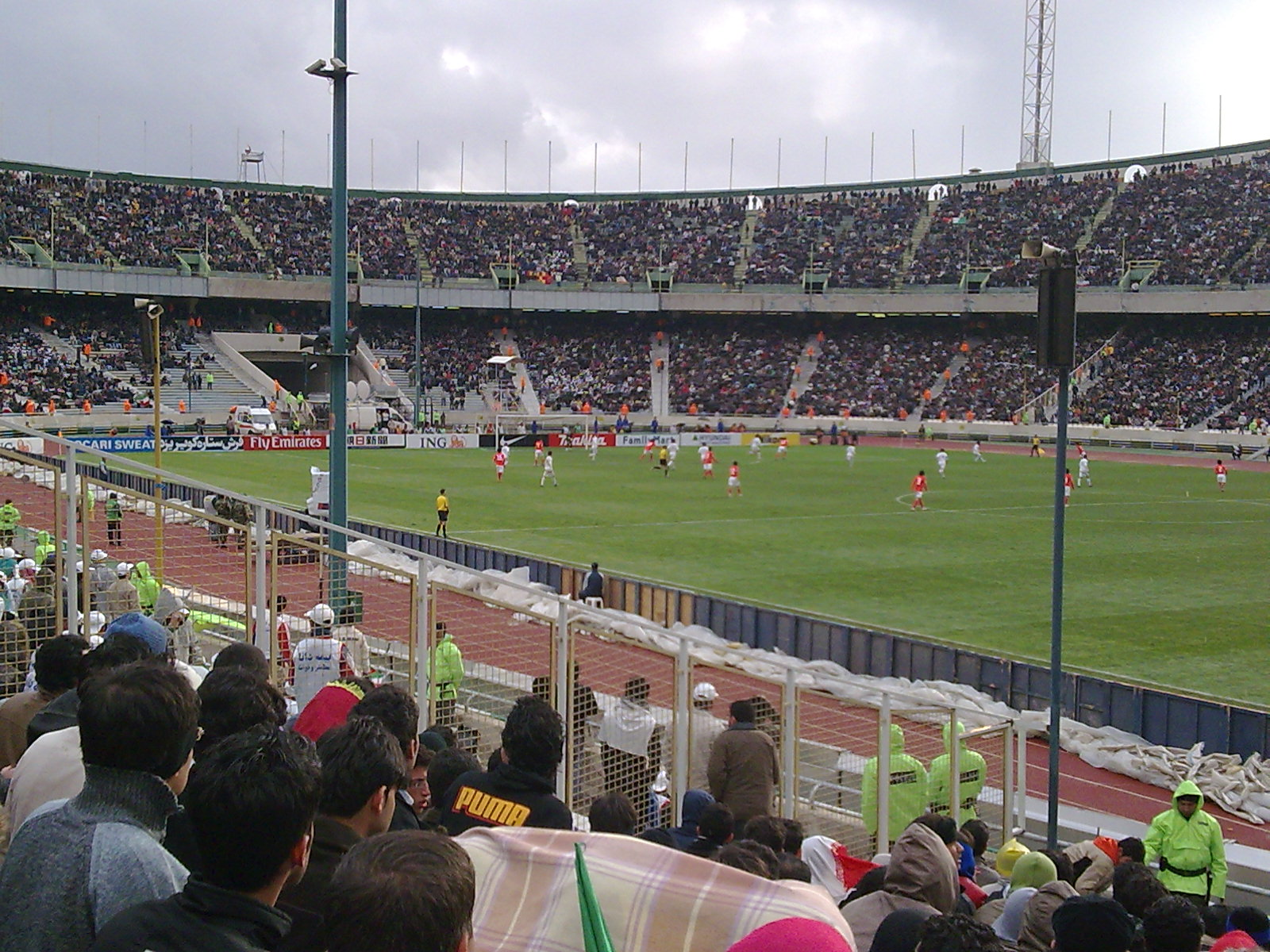
이란 vs 대한민국

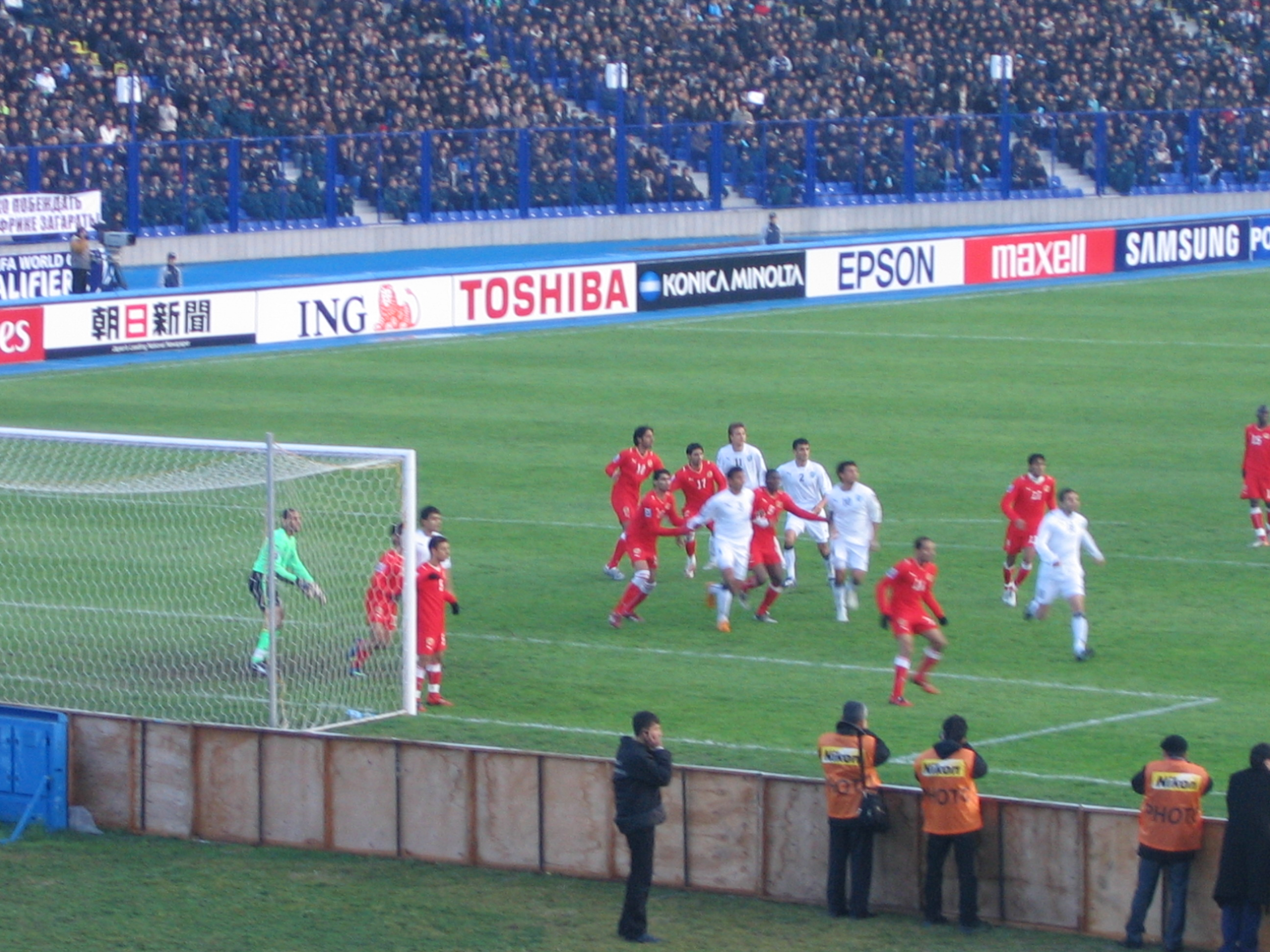
우즈베키스탄 VS 바레인

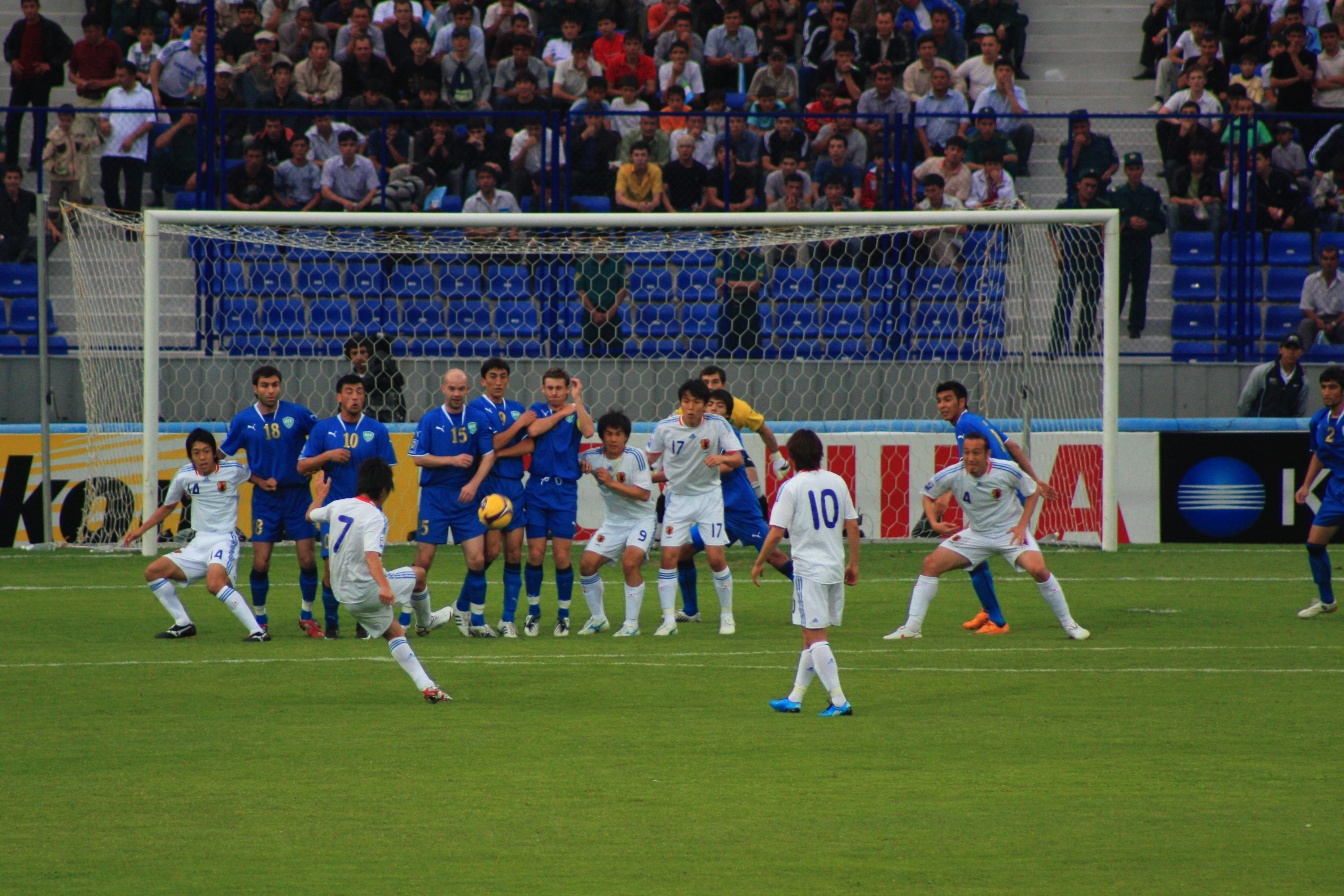
우즈베키스탄 VS 일본

2010년 FIFA 월드컵 아시아 지역 예선은 아시아 국가들이 2010년 FIFA 월드컵 출전권을 놓고 펼치는 대회이다.
예선은 4단계로 이루어져 있으며, 라오스, 브루나이, 필리핀은 불참한다.
1차 예선은 43개 팀 중 3차 예선에 직행하는 5개 팀을 제외한 38개 팀을 19개 그룹으로 나누어 홈 앤 어웨이 방식으로 치르게 되어 있는데, 1차 예선의 승자 19개 팀 가운데 상위 11개 팀은 3차 예선에 직행하게 되고, 2차 예선에 진출한 하위 8개 팀은 다시 4개 그룹으로 나누어 홈 앤 어웨이 방식으로 치러 2차 예선의 승자 4개 팀은 3차 예선에 진출하게 된다.
3차 예선은 20개 팀(1차 예선 승자 11개 팀, 2차 예선 승자 4개 팀, 3차 예선 직행 5개 팀)을 5개 그룹으로 나누어 홈 앤 어웨이 방식으로 치르는데, 각 조의 1, 2위를 기록한 10개 팀은 최종 예선에 진출하게 된다.
최종 예선은 3차 예선을 통과한 10개 팀을 2개 조로 나누어 홈 앤 어웨이 방식으로 치르는데, 각 조 1, 2위를 기록한 4개 팀은 본선에 직행하게 된다. 각 조 3위를 기록한 2개 팀은 홈 앤 어웨이 방식으로 플레이오프를 치르게 되며, 플레이오프의 승자는 오세아니아 예선 1위 팀과 홈 앤 어웨이 방식으로 대륙간 플레이오프를 치르는데, 대륙간 플레이오프의 승자는 본선에 진출하게 된다.

## 참가국 및 시드 배정
시드 배정 기준은 2006년 FIFA 월드컵 성적을 기준으로 삼았다. 그리하여 2006년 FIFA 월드컵 본선에 진출했던 5개 팀(오스트레일리아, 대한민국, 사우디아라비아, 일본, 이란)은 톱 시드를 받아 3차 예선에 직행한다. 나머지 38개 팀은 2006년 FIFA 월드컵 아시아 지역 예선 성적을 기준으로 하며 1차 예선부터 치른다. 1차 예선의 승자 19개 팀 중 상위 11개 팀은 3차 예선에 직행하고, 하위 8개 팀은 2차 예선을 치러 2차 예선의 승자 4개 팀이 3차 예선에 진출한다.
| 톱 시드 (1위~5위)                                               | 그룹 A (6위~24위) | 그룹 B (25위~43위) |
| --------------------------------------------------------------- | --- | --- |
| 1. 오스트레일리아 2. 대한민국 3. 사우디아라비아 4. 일본 5. 이란 | 1. 바레인 2. 우즈베키스탄 3. 쿠웨이트 4. 조선민주주의인민공화국 5. 중화인민공화국 6. 요르단 7. 이라크 8. 레바논 9. 오만 10. 아랍에미리트 11. 카타르 12. 시리아 13. 팔레스타인 14. 태국 15. 투르크메니스탄 16. 타지키스탄 17. 인도네시아 18. 홍콩 19. 예멘 | 1. 베트남 2. 키르기스스탄 3. 몰디브 4. 인도 5. 싱가포르 6. 스리랑카 7. 말레이시아 8. 중화 타이베이 9. 방글라데시 10. 마카오 11. 파키스탄 12. 아프가니스탄 13. 몽골 14. 괌 15. 네팔 16. 캄보디아 17. 부탄 18. 미얀마 19. 동티모르 |

## 1차 예선
1차 예선 조 추첨은 2007년 8월 6일 말레이시아 쿠알라룸푸르에서 있었다. 38개 팀을 19개 그룹으로 나누어 홈 앤 어웨이 방식으로 경기를 치르는 방식으로, 1차 예선의 승자 19개 팀 가운데 상위 11개 팀은 3차 예선으로 직행하게 되고, 하위 8개 팀은 2차 예선에 진출하게 된다.
| 보기                                 |
| ------------------------------------ |
| 승자 중 상위 11개 팀 (3차 예선 직행) |
| 승자 중 하위 8개 팀 (2차 예선 진출)  |

| 팀 1           | 합계               | 팀 2                   | 1차전 | 2차전    |
| -------------- | ------------------ | ---------------------- | ----- | -------- |
| 파키스탄       | 0-7                | 이라크                 | 0-7   | 0-01     |
| 우즈베키스탄   | 11-0               | 중화 타이베이          | 9-0   | 2-0      |
| 태국           | 13-2               | 마카오                 | 6-1   | 7-1      |
| 스리랑카       | 0-6                | 카타르                 | 0-1   | 0-5      |
| 중화인민공화국 | 11-0               | 미얀마                 | 7-0   | 4-05     |
| 부탄           | 부전승6            | 쿠웨이트               | 없음  | 없음     |
| 키르기스스탄   | 2-2 (승부차기 5-6) | 요르단                 | 2-0   | 0-2 (연) |
| 베트남         | 0-6                | 아랍에미리트           | 0-1   | 0-5      |
| 바레인         | 4-1                | 말레이시아             | 4-1   | 0-0      |
| 동티모르       | 3-11               | 홍콩                   | 2-34  | 1-8      |
| 시리아         | 5-1                | 아프가니스탄           | 3-0   | 2-13     |
| 예멘           | 3-2                | 몰디브                 | 3-0   | 0-2      |
| 방글라데시     | 1-6                | 타지키스탄             | 1-1   | 0-5      |
| 몽골           | 2-9                | 조선민주주의인민공화국 | 1-4   | 1-5      |
| 오만           | 4-0                | 네팔                   | 2-0   | 2-0      |
| 팔레스타인     | 0-7                | 싱가포르               | 0-42  | 0-38     |
| 레바논         | 6-3                | 인도                   | 4-1   | 2-2      |
| 캄보디아       | 1-5                | 투르크메니스탄         | 0-1   | 1-4      |
| 괌             | 부전승7            | 인도네시아             | 없음  | 없음     |

1 이라크는 이라크 전쟁과 관련된 안전 문제로 인하여 홈 경기를 시리아의 다마스쿠스에서 치렀다.
2 팔레스타인은 안전상의 문제로 인하여 홈 경기를 카타르의 도하에서 치렀다.
3 아프가니스탄은 아프가니스탄 전쟁과 관련된 안전상의 문제로 인하여 홈 경기를 타지키스탄의 두샨베에서 치렀다.
4 동티모르는 홈 경기를 인도네시아 발리에서 치렀다.
5 FIFA는 2007년 미얀마 반정부 시위와 관련된 안전 문제를 감안하여 미얀마의 홈 경기를 말레이시아의 쿠알라룸푸르에서 치르기로 결정했다.
6 부탄은 1차 예선 조추첨이 끝난 뒤 2007년 9월 13일에 기권했다.
7 괌은 1차 예선 조추첨이 끝난 뒤 2007년 8월 8일에 기권했다.
8 팔레스타인이 경기에 출전하지 않았다. 이에 따라 경기는 싱가포르의 3-0 부전승으로 돌아갔다. 팔레스타인 축구 협회가 가자 지구를 떠날 수 있는 허가를 받지 못한 선수를 핑계로 재경기를 요청하였으나, FIFA가 이 요청을 거절하였다.

## 2차 예선
2차 예선은 1차 예선의 승자 19개 팀 가운데 하위 8개 팀을 다시 4개 그룹으로 나누어 홈 앤 어웨이 방식으로 경기를 치르는 방식으로, 2차 예선의 승자 4개 팀은 3차 예선에 진출하게 된다.
| 팀 1       | 합계 | 팀 2           | 1차전 | 2차전 |
| ---------- | ---- | -------------- | ----- | ----- |
| 홍콩       | 0-3  | 투르크메니스탄 | 0-0   | 0-3   |
| 인도네시아 | 1-11 | 시리아         | 1-4   | 0-7   |
| 싱가포르   | 3-1  | 타지키스탄     | 2-0   | 1-1   |
| 예멘       | 1-2  | 태국           | 1-1   | 0-1   |

## 3차 예선
3차 예선은 20개 팀(3차 예선에 직행한 5개 팀과 1, 2차 예선을 통과한 15개 팀)을 5개의 조로 나누어 홈 앤 어웨이 방식으로 경기를 치르는 방식으로, 3차 예선에서 각 조 1, 2위를 기록한 10개 팀은 최종 예선에 진출한다.

### 3차 예선 진출팀
| 3차 예선 직행팀                                                 | 1차 예선에서 진출한 팀 | 2차 예선에서 진출한 팀                          |
| --------------------------------------------------------------- | --- | ----------------------------------------------- |
| 1. 오스트레일리아 2. 대한민국 3. 사우디아라비아 4. 일본 5. 이란 | 1. 바레인 2. 우즈베키스탄 3. 쿠웨이트1 4. 조선민주주의인민공화국 5. 중화인민공화국 6. 요르단 7. 이라크 8. 레바논 9. 오만 10. 아랍에미리트 11. 카타르 | 1. 시리아 2. 태국 3. 투르크메니스탄 4. 싱가포르 |

1 FIFA는 2007년 10월 30일에 쿠웨이트의 모든 국가대표팀과 클럽팀 국제 대회 참가를 금지했다. 지난 10월 9일에 있었던 쿠웨이트 축구 협회장 선거에서 정부의 개입이 있었기 때문인데, FIFA에서는 정부의 축구 협회에 대한 개입을 용인하지 않기 때문에 이 선거 결과를 인정하지 않고 재선거를 치를 것을 요청했으나 쿠웨이트 측에서 이를 거부함에 따라서 이루어진 제재였다. 그러나 FIFA는 부적절한 절차로 이사진에 오른 쿠웨이트 축구 협회 유력 인사들이 자진 사임하면서 해당 징계를 11월 9일에 모두 철회했다. 해당 징계 철회로 인해 쿠웨이트는 다시 모든 국가대표팀과 클럽팀 국제 대회에 참가가 가능하게 되었다.

### 시드 배정
시드 배정은 2007년 11월 25일 남아프리카공화국 더반에서 있었다. 여기서도 20개 팀을 4개 그룹으로 나누는 데에 시드를 적용하였다. 톱 시드 발표에서 기존 1, 2차 예선에서 발표된 톱 시드 팀들이 다시 톱 시드를 배정받았지만, 오세아니아에서 아시아로 넘어온 오스트레일리아가 톱시드로 배정받았으며 이란은 1, 2차 예선과는 달리 3번 시드로 올라왔고, 그에 따라 사우디아라비아와 일본의 시드가 각각 하나씩 내려갔다.
| 그룹 A                                                   | 그룹 B                                                                     | 그룹 C                                         | 그룹 D                                             |
| -------------------------------------------------------- | -------------------------------------------------------------------------- | ---------------------------------------------- | -------------------------------------------------- |
| 오스트레일리아 · 대한민국 · 이란 · 사우디아라비아 · 일본 | 바레인 · 우즈베키스탄 · 쿠웨이트 · 조선민주주의인민공화국 · 중화인민공화국 | 요르단 · 이라크 · 레바논 · 오만 · 아랍에미리트 | 카타르 · 시리아 · 태국 · 투르크메니스탄 · 싱가포르 |

### 1조
| 팀             | 경기 | 승 | 무 | 패 | 득점 | 실점 | 골득실 | 승점 |
| -------------- | ---- | -- | -- | -- | ---- | ---- | ------ | ---- |
| 오스트레일리아 | 6    | 3  | 1  | 2  | 7    | 3    | +4     | 10   |
| 카타르         | 6    | 3  | 1  | 2  | 5    | 6    | -1     | 10   |
| 이라크         | 6    | 2  | 1  | 3  | 4    | 6    | -2     | 7    |
| 중화인민공화국 | 6    | 1  | 3  | 2  | 3    | 4    | -1     | 6    |

|                | 오스트레일리아 | 카타르 | 이라크 | 중국 |
| -------------- | -------------- | ------ | ------ | ---- |
| 오스트레일리아 | –              | 3-0    | 1-0    | 0-1  |
| 카타르         | 1-3            | –      | 2-0    | 0-0  |
| 이라크         | 1-0            | 0-1    | –      | 1-1  |
| 중화인민공화국 | 0-0            | 0-1    | 1-2    | –    |

### 2조
| 팀     | 경기 | 승 | 무 | 패 | 득점 | 실점 | 골득실 | 승점 |
| ------ | ---- | -- | -- | -- | ---- | ---- | ------ | ---- |
| 일본   | 6    | 4  | 1  | 1  | 12   | 3    | +9     | 13   |
| 바레인 | 6    | 3  | 2  | 1  | 7    | 5    | +2     | 11   |
| 오만   | 6    | 2  | 2  | 2  | 5    | 7    | -2     | 8    |
| 태국   | 6    | 0  | 1  | 5  | 5    | 14   | -9     | 1    |

|        | 일본 | 바레인 | 오만 | 태국 |
| ------ | ---- | ------ | ---- | ---- |
| 일본   | –    | 1-0    | 3-0  | 4-1  |
| 바레인 | 1-0  | –      | 1-1  | 1-1  |
| 오만   | 1-1  | 0-1    | –    | 2-1  |
| 태국   | 0-3  | 2-3    | 0-1  | –    |

### 3조
| 팀                     | 경기 | 승 | 무 | 패 | 득점 | 실점 | 골득실 | 승점 |
| ---------------------- | ---- | -- | -- | -- | ---- | ---- | ------ | ---- |
| 대한민국               | 6    | 3  | 3  | 0  | 10   | 3    | +7     | 12   |
| 조선민주주의인민공화국 | 6    | 3  | 3  | 0  | 4    | 0    | +4     | 12   |
| 요르단                 | 6    | 2  | 1  | 3  | 6    | 6    | 0      | 7    |
| 투르크메니스탄         | 6    | 0  | 1  | 5  | 1    | 12   | -11    | 1    |

|                        | 대한민국 | 조선민주주의인민공화국 | 요르단 | 투르크메니스탄 |
| ---------------------- | -------- | ---------------------- | ------ | -------------- |
| 대한민국               | –        | 0-0                    | 2-2    | 4-0            |
| 조선민주주의인민공화국 | 0-0      | –                      | 2-0    | 1-0            |
| 요르단                 | 0-1      | 0-1                    | –      | 2-0            |
| 투르크메니스탄         | 1-3      | 0-0                    | 0-2    | –              |

### 4조
| 팀             | 경기 | 승 | 무 | 패 | 득점 | 실점 | 골득실 | 승점 |
| -------------- | ---- | -- | -- | -- | ---- | ---- | ------ | ---- |
| 우즈베키스탄   | 6    | 5  | 0  | 1  | 17   | 7    | +10    | 15   |
| 사우디아라비아 | 6    | 5  | 0  | 1  | 15   | 5    | +10    | 15   |
| 싱가포르       | 6    | 2  | 0  | 4  | 7    | 13   | -6     | 6    |
| 레바논         | 6    | 0  | 0  | 6  | 3    | 14   | -11    | 0    |

|                | 우즈베키스탄 | 사우디아라비아 | 싱가포르 | 레바논 |
| -------------- | ------------ | -------------- | -------- | ------ |
| 우즈베키스탄   | –            | 3-0            | 3-0*     | 3-0    |
| 사우디아라비아 | 4-0          | –              | 2-0      | 4-1    |
| 싱가포르       | 3-7          | 0-3*           | –        | 2-0    |
| 레바논         | 0-1          | 1-2            | 1-2      | –      |

- 싱가포르는 우즈베키스탄과의 원정 경기, 사우디아라비아와의 홈 경기에서 부적격 선수를 출전시킨 사실이 발각되어 해당 경기에서 모두 0:3 몰수패(우즈베키스탄과의 원정 경기는 원래 우즈베키스탄의 1:0 승리, 사우디아라비아와의 홈 경기는 원래 사우디아라비아의 2:0 승리로 기록되었음)를 당했다. 이로 인해 사우디아라비아와 우즈베키스탄의 순위가 뒤바뀌었으나 두 팀 모두 최종 예선 진출이 확정되었기 때문에 최종 예선 진출 팀이 뒤바뀌는 일은 없었다.

### 5조
| 팀           | 경기 | 승 | 무 | 패 | 득점 | 실점 | 골득실 | 승점 |
| ------------ | ---- | -- | -- | -- | ---- | ---- | ------ | ---- |
| 이란         | 6    | 3  | 3  | 0  | 7    | 2    | +5     | 12   |
| 아랍에미리트 | 6    | 2  | 2  | 2  | 7    | 7    | 0      | 8    |
| 시리아       | 6    | 2  | 2  | 2  | 7    | 8    | -1     | 8    |
| 쿠웨이트     | 6    | 1  | 1  | 4  | 8    | 12   | -4     | 4    |

|              | 이란 | 아랍에미리트 | 시리아 | 쿠웨이트 |
| ------------ | ---- | ------------ | ------ | -------- |
| 이란         | –    | 0-0          | 0-0    | 2-0      |
| 아랍에미리트 | 0-1  | –            | 1-3    | 2-0      |
| 시리아       | 0-2  | 1-1          | –      | 1-0      |
| 쿠웨이트     | 2-2  | 2-3          | 4-2    | –        |

## 최종 예선
최종 예선은 3차 예선에서 각 조 1, 2위를 기록한 10개 팀을 2개 조로 나누어 홈 앤 어웨이 경기를 치르는 방식으로, 최종 예선에서 각 조 1, 2위를 기록한 4개 팀은 본선에 직행하게 되며, 각 조 3위를 기록한 2개 팀은 홈 엔 어웨이 경기를 치르고 승자는 대륙간플레이오프에 진출하게 된다.

### 시드 배정
| 그룹 1                      | 그룹 2        | 그룹 3                    | 그룹 4                                                          |
| --------------------------- | ------------- | ------------------------- | --------------------------------------------------------------- |
| 오스트레일리아 · 대한민국 · | 이란 · 일본 · | 사우디아라비아 · 바레인 · | 우즈베키스탄 · 조선민주주의인민공화국 · 아랍에미리트 · 카타르 · |

보기
| 색상 기준 | 색상 기준                         |
| --------- | --------------------------------- |
|           | 본선에 직행한 조 1위와 조 2위 팀  |
|           | AFC 플레이오프에 진출한 조 3위 팀 |
|           | 예선에서 탈락한 팀                |

### A조
| 팀             | 경기 | 승 | 무 | 패 | 득점 | 실점 | 골득실 | 승점 |
| -------------- | ---- | -- | -- | -- | ---- | ---- | ------ | ---- |
| 오스트레일리아 | 8    | 6  | 2  | 0  | 12   | 1    | +11    | 20   |
| 일본           | 8    | 4  | 3  | 1  | 11   | 6    | +5     | 15   |
| 바레인         | 8    | 3  | 1  | 4  | 6    | 8    | -2     | 10   |
| 카타르         | 8    | 1  | 3  | 4  | 5    | 14   | -9     | 6    |
| 우즈베키스탄   | 8    | 1  | 1  | 6  | 5    | 10   | -5     | 4    |

|                | 오스트레일리아 | 일본 | 바레인 | 카타르 | 우즈베키스탄 |
| -------------- | -------------- | ---- | ------ | ------ | ------------ |
| 오스트레일리아 | –              | 2-1  | 2-0    | 4-0    | 2-0          |
| 일본           | 0-0            | –    | 1-0    | 1-1    | 1-1          |
| 바레인         | 0-1            | 2-3  | –      | 1-0    | 1-0          |
| 카타르         | 0-0            | 0-3  | 1-1    | –      | 3-0          |
| 우즈베키스탄   | 0-1            | 0-1  | 0-1    | 4-0    | –            |

### B조
| 팀                     | 경기 | 승 | 무 | 패 | 득점 | 실점 | 골득실 | 승점 |
| ---------------------- | ---- | -- | -- | -- | ---- | ---- | ------ | ---- |
| 대한민국               | 8    | 4  | 4  | 0  | 12   | 4    | +8     | 16   |
| 조선민주주의인민공화국 | 8    | 3  | 3  | 2  | 7    | 5    | +2     | 12   |
| 사우디아라비아         | 8    | 3  | 3  | 2  | 8    | 8    | 0      | 12   |
| 이란                   | 8    | 2  | 5  | 1  | 8    | 7    | +1     | 11   |
| 아랍에미리트           | 8    | 0  | 1  | 7  | 6    | 17   | -11    | 1    |

|                        | 대한민국 | 조선민주주의인민공화국 | 사우디아라비아 | 이란 | 아랍에미리트 |
| ---------------------- | -------- | ---------------------- | -------------- | ---- | ------------ |
| 대한민국               | –        | 1-0                    | 0-0            | 1-1  | 4-1          |
| 조선민주주의인민공화국 | 1-1      | –                      | 1-0            | 0-0  | 2-0          |
| 사우디아라비아         | 0-2      | 0-0                    | –              | 1-1  | 3-2          |
| 이란                   | 1-1      | 2-1                    | 1-2            | –    | 1-0          |
| 아랍에미리트           | 0-2      | 1-2                    | 1-2            | 1-1  | –            |

## 아시아 지역 플레이오프
최종 예선에서 각 조 3위를 기록한 2개 팀은 홈 앤 어웨이 방식으로 플레이오프를 치르게 된다.
| 팀 1   | 합계    | 팀 2           | 1차전 | 2차전 |
| ------ | ------- | -------------- | ----- | ----- |
| 바레인 | 2-2 (a) | 사우디아라비아 | 0-0   | 2-2   |

## 대륙간 플레이오프
아시아 지역에서 승리한 팀은 오세아니아 지역 예선 승자와 홈 앤 어웨이 방식으로 플레이오프를 치르게 된다. 승리한 팀이 본선에 진출한다.
| 팀 1   | 합계 | 팀 2     | 1차전 | 2차전 |
| ------ | ---- | -------- | ----- | ----- |
| 바레인 | 0-1  | 뉴질랜드 | 0-0   | 0-1   |

## 득점자
| 8 골 - 사라윳 차이캄디 - 막심 샤츠키흐 6 골 - 아마드 아자브 - 이스마일 마타르 5 골 - 자야드 차보 - 모함메드 가다르 - 박지성 - 세바스티안 소리아 4 골 - 브렛 에머턴 - 팀 케이힐 - 하산 압델 파타 - 청시우와이 - 마디 카림 - 자바드 네쿠남 - 정철민 - 홍영조 - 박주영 - 압도 오타이프 - 알렉산다르 주리치 - 라자 라페 - 제하드 알후세인 - 누몬존 카키모프 - 세르베르 제파로프 - 조슈아 케네디 - 해리 큐얼 - 알라 후바일 - 살만 이사 - 마무드 압둘라만 - 찬시우키 - 에마드 모함메드 - 나카무라 슌스케 - 나카자와 유지 - 엔도 야스히토 - 다나카 마르쿠스 툴리오 - 박철민 - 김두현 - 이근호 - 사예드 알리 베치르 - 야세르 알카타니 - 레다 투카르 - 말렉 무아스 - 존 윌킨슨 - 모하메드 알제노 - 티라텝 위노타이 - 닷사콘 통글라오 - 이밀리우 다 실바 - 모하메드 알셰히 - 티무르 카파제 - 오딜 아흐메도프 - 파호드 타지예프 | 2 골 - 마크 브레시아노 - 파우지 무바라크 아이시 - 압둘라 바바 파타디 - 취보 - 류젠 - 수닐 체트리 - 마수드 쇼자에이 - 골람레자 레자에이 - 나샤트 아크람 - 오쿠보 요시토 - 나카무라 겐고 - 다마다 게이지 - 최금철 - 문인국 - 곽태휘 - 설기현 - 기성용 - 마무드 엘 알리 - 킨 셍 찬 - 이스마일 술레이만 - 아마드 알호스니 - 파비우 세자르 몬테지니 - 아흐메드 알프라이디 - 사드 알하르티 - 나이프 하자지 - 스자이 - 노 알람 샤 - 피라트 이스마엘 - 페라스 알카티브 - 티라신 댕다 - 아르투르 게보키안 - 마메달리 카라다노프 - 메칸 나시로프 - 바셰르 사이드 - 빅토르 카르펜코 1 골 - 오바이둘라 카리미 - 데이비드 카니 - 스캇 치퍼필드 - 마일 스터조브스키 - 제시 존 - 이스마일 라티프 - 사예드 모하메드 아드난 - 제이시 존 오쿤와네 - 이스마엘 압둘라티프 - 줌라툴 후세인 미투 - 삼 엘 나사 - 두전위 - 양린 - 리진위 - 리웨이펑 - 우웨이안 - 정빈 - 장야오쿤 | 1 골 (계속) - 정즈 - 저우하이빈 - 쑨샹 - 로콴이 - 장스하오 - 람카와이 - 스티븐 디아스 - 부디 수다르소노 - 알리레자 바헤디 니크바흐트 - 잘랄 호세이니 - 페리둔 잔디 - 모센 칼릴리 - 메흐디 마다비키아 - 카림 바게리 - 알리 카리미 - 자심 모함메드 굴람 - 하와르 물라 모함메드 - 마키 세이이치로 - 우치다 아쓰토 - 다나카 다스야 - 오카자키 신지 - 와심 알브주르 - 타에르 바와브 - 마무드 셸바이에흐 - 하템 아켈 - 김국진 - 전광일 - 안철혁 - 정대세 - 박남철 - 김치우 - 파하드 알라시디 - 촐폰벡 에센쿨 울루 - 아이벡 보코예프 - 로다 안타르 - 모드 부냐민 오마르 - 샴빌 카짐 - 알리 아시파크 - 오드쿠 셀렝지 - 룸벤자라프 도노로프 - 파우지 바시르 - 하산 무다파 - 하심 살레 모하메드 - 아흐메드 무바라크 - 모하메드 알히나이 - 사드 알샴마리 - 칼판 이브라힘 - 마즈디 시디크 - 마지드 모하메드 - 탈랄 알블루시 - 알리 아피프 - 오사마 하우사위 - 오사마 알무왈라드 - 나세르 알샴라니 | 1 골 {계속) - 하마드 알몬타샤리 - 파즈룰 나와즈 - 무스타픽 파루딘 - 마헤르 알사예드 - 아테프 제냐트 - 산하리브 말키 - 파티파른 페트푼 - 수리 수카 - 니루트 수라시앙 - 타완 스리판 - 조미콘 무키디노프 - 딜쇼드 바시에프 - 잠셰드 이스마일로프 - 블라디미르 바이라모프 - 아리프 미르조예프 - 구반치 오베코프 - 아메드 알마리 - 나와프 알다르마키 - 사이드 알카스 - 파이잘 칼릴 - 사이프 모함메드 - 수바이트 카테르 - 압둘라힘 주마 - 이스마일 알함마디 - 울루그벡 바카예프 - 샤브카트 살로모프 - 이슬롬 이노모프 - 일홈존 수유모프 - 비탈리 데니소프 - 아지즈 이브라기모프 - 알렉산드르 게인리흐 - 안바리온 솔리에프 - 모함메드 살렘 - 페크리 알후바이시 - 하이탐 타비트 - 알리 알노노 자책골 - 다나카 마르쿠스 툴리오 (바레인 전) - 라메즈 다유브 (싱가포르 전) - 아흐메드 파리스 알비날리 (일본 전) - 바이하키 카이잔 (레바논 전) - 아나스 알크호자 (쿠웨이트 전) - 알프레도 에스테베스 (홍콩 전) - 파레스 주마 (사우디아라비아 전) |

## 본선 진출
다음 팀이 2010년 FIFA 월드컵에 아시아 대표로 출전하는 4개 팀이다.
- 대한민국
- 일본
- 오스트레일리아
- 조선민주주의인민공화국